# Tumbaco
Tumbaco es una parroquia rural de Ecuador ubicada en la provincia de Pichincha, en el cantón Quito. En el censo de 2010, la población rondaba los 50.000 habitantes. Se encuentra a 14  km de la capital ecuatoriana, en el valle del mismo nombre, y goza de un clima seco y más cálido que el de Quito, con una temperatura media anual de 15 ° C, gracias a la menor altitud (2 355 m s. n. m.).
Actualmente esta bajo una época separatista, junto con Cumbayá, Nayón, Puembo, Pifo, Tababela, Yaruqui, El Quinche y Checa, para formar el Cantón Ilaló.

## Historia
El pueblo más antiguo conocido que vivió en la zona fueron los Ingas, de los cuales se han encontrado hallazgos arqueológicos que datan de hace 9.000-10.000 años.
No hay una claridad absoluta sobre el nombre de Tumbaco: el presbítero José María Coba narra que la palabra proviene de la palabra "tun", que significa golpear. Según otros, entre ellos el padre Juan de Velasco, en la época preincaica, Tumbaco estuvo poblado por varias tribus indígenas, como los Ayllus, los Cayapas, los Colorados y los Paeces, y cuenta una leyenda que la indígena "Cristina Tumaco", viuda de uno de los últimos caciques de la zona y dueño absoluto del terreno, donó parte de los bienes para construir la iglesia, el cementerio, el convento y las primeras casas.
Tumbaco fue un centro de intercambio y descanso entre Oriente y Occidente, tanto en la época precolombina como durante el colonialismo español. Con la llegada de los Incas los diversos pueblos presentes asimilaron sus usos y costumbres, mientras que con la llegada de los españoles se inició la evangelización de los habitantes por parte de los frailes franciscanos. Oficialmente la parroquia eclesiástica fue creada el 8 de diciembre de 1670, mientras que en 1861 pasó a ser parroquia civil del cantón de Quito.

## Barrios de Tumbaco

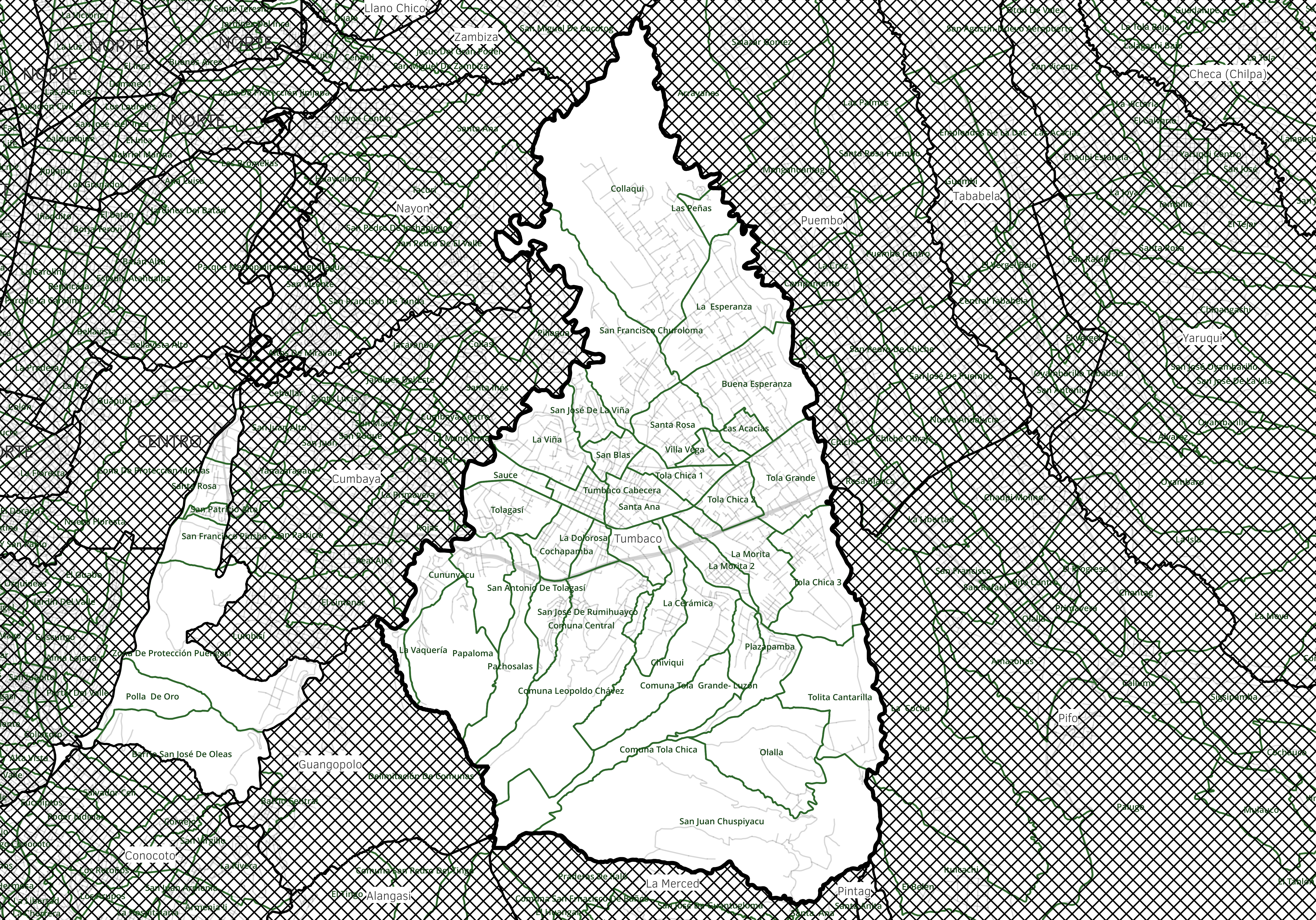
División Política de Tumbaco

- Collaqui
- San Francisco Churoloma
- Las Peñas
- La Esperanza
- La Viña
- San José de la Viña
- Sauce
- Tolagasí
- Tumbaco Cabecera
- San Blás
- Santa Rosa
- Buena Esperanza
- Santa Ana
- Tola Chica I
- Villa Vega
- La Providencia
- Las Acacias
- La Dolorosa
- Cochapamba
- Rumihuayco
- La Cerámica
- La Morita II
- La Morita
- Tola Chica II
- Tola Grande
- Tola Chica III
- Cununyacu
- San Antonio de Tolagasí
- Comuna Centro
- San José de Rumihuayco
- La Vaquería
- Papaloma
- Pachoasías
- Comuna Leopoldo Chávez
- Chiviqué
- Plazapamba
- Compuna Tola Chica
- Comuna Tola Grande - Luzón
- San Juan Chuspiyacu
- Olalla
- División Política de TumbacoTolita Cantarilla